# Sint-Remacluskerk (Thommen)
De Sint-Remacluskerk of Sint-Sebastiaanskerk is een kerkgebouw in Thommen in de Belgische gemeente Burg-Reuland in de provincie Luik. De kerk ligt op een lage kerkheuvel met daaromheen een stenen muur. De begraafplaats van het dorp is noordoostelijker in het dorp gelegen.
Het kerkje is de parochiekerk van het dorp en gewijd aan Sint-Remaclus.

## Geschiedenis
Een legende verhaalt dat de heilige Remaclus in de 7e eeuw in Thommen zou zijn geweest. Hij zou toen de funderingen gelegd hebben van de kerk. Bij de inwijding zou de heilige Hubertus aanwezig zijn geweest.
Het kerkje zou de oudste parochiekerk in de omgeving zijn. De vroegste schriftelijke bron die het bestaan van een kapel op deze plek vermeldt stamt uit 814. De vroegste schriftelijke melding van de kerk stamt uit 1130.
In 1471 werd het huidige kerkgebouw gebouwd.

## Opbouw
Het pseudobasicale gebouw is grotendeels wit en bestaat uit een lichtelijk ingebouwde westtoren zonder geledingen met een achtkantige ingesnoerde naaldspits, een tweebeukig schip met drie traveeën en een driezijdig gesloten koor met twee traveeën. Het schip heeft een zijbeuk aan de zuidzijde en aan de noordzijde bevindt zich een aanbouw met kruisvormige plattegrond. De westgevel van de toren bevat vier kruisvormige muurankers, de zuidzijde heeft er zes. In de zuidgevel van de toren bevindt zich ook het rondboogportaal. Ook heeft de toren rondboogvormige galmgaten, een enkele in de zuidgevel en twee in de westgevel. Het schip en het koor hebben witte steunberen aan de kopkant met stenen in hun eigen kleur. Diezelfde steensoort is zichtbaar toegepast voor de vensteromlijstingen. Deze zijn zowel in het schip als het koor spitsboogvormig. De kerk wordt als een geheel gedekt door een zadeldak met een lessenaarsdak boven de zijbeuk.